# Only Love Tour
The Only Love Tour (originalmente llamado Gag Order Tour) fue la sexta gira de conciertos de la cantante estadounidense Kesha, en apoyo de su quinto álbum de estudio, Gag Order (2023). Anunció la gira el 30 de mayo de 2023, con Jake Wesley Rogers como telonero. La gira comenzó el 15 de octubre de 2023 en The Factory en Dallas, Texas y concluyó el 26 de noviembre en Hard Rock Live Sacramento en Wheatland, California.

## Antecedentes
Desde 2014, Kesha ha estado involucrada en una batalla legal contra su ex productor y colaborador de toda la vida, Dr. Luke, lo que ha puesto su carrera en suspenso. Lanzó su último álbum bajo RCA Records y Kemosabe Records, propiedad de Dr. Luke, Gag Order el 19 de mayo de 2023. El disco vio a Kesha sumergirse en su lado más vulnerable, además de aludir a la demanda por primera vez en su música. En junio de 2023, Kesha y Dr. Luke publicaron una declaración conjunta diciendo que habían llegado a un acuerdo, aproximadamente un mes antes de que el caso fuera a juicio.
Kesha describió la gira como una combinación de alegría, celebración y momentos de vulnerabilidad extrema y cruda. La gira también incluiría interpretaciones de canciones de su cuarto álbum, High Road, ya que la pandemia de coronavirus le impidió a Kesha realizar una gira completa con ese álbum. Kesha también mencionó la posibilidad de interpretar canciones que no le gustan. "Definitivamente hay algunas canciones que no son mis favoritas", le dijo a la revista People, "pero siento que no quiero decírselo a mis fans porque si es su canción número uno favorita, no quiero arruinar la onda. También estoy abierta a, en esta gira, tocar algunas de las canciones que tal vez no sean mis favoritas y crear nuevos recuerdos a su alrededor".
Durante un espectáculo en Boston, Kesha abordó el cambio de nombre de "Gag Order Tour" a "Only Love Tour" diciendo que con todas las dificultades de la vida, lo único que podía darle sentido, refiriéndose al acuerdo de la demanda, era el amor.

## Recepción
Sophia Solano, del Washington Post, hizo una reseña positiva del programa del 29 de octubre de 2023. Elogió la madurez en la voz de Kesha y la calificó de "poderosa". Señala que es "libre", en referencia al pleito entre la cantante y Dr. Luke que duró casi una década.

## Set list
Esta lista de canciones es del espectáculo del 15 de octubre de 2023 en Dallas. No representa todos los conciertos de la gira.
1. "Only Love Can Save Us Now"
2. "TiK ToK"
3. "Cannibal"
4. "Backstabber"
5. "Raising Hell"
6. "Take It Off"
7. "Good Old Days" (interludio)
8. "Eat The Acid"
9. "Till The Worlds Ends"
10. "Hymn"
11. "Hate Me Harder"
12. "Ram Dass Interlude"
13. "Timber"
14. "Your Love Is My Drug"
15. "Die Young"
16. "Blow"

Pausa
17. "Praying"
18. "We R Who We R"
Notas:
• "Rainbow" se interpretó en fechas seleccionadas y ocasionalmente reemplazó a "Hymn".
• "Peace & Quiet" se interpretó en fechas seleccionadas.

## Fechas
| Fecha (2023) | Ciudad        | País          | Lugar                        | Actos de apertura  |
| ------------ | ------------- | ------------- | ---------------------------- | ------------------ |
| Octubre 15   | Dallas        | United States | The Factory                  | Jake Wesley Rogers |
| Octubre 16   | Austin        | United States | Moody Theater                | Jake Wesley Rogers |
| Octubre 18   | New Orleans   | United States | Orpheum Theater              | Jake Wesley Rogers |
| Octubre 20   | Orlando       | United States | Hard Rock Live               | Jake Wesley Rogers |
| Octubre 21   | Atlanta       | United States | The Eastern                  | Jake Wesley Rogers |
| Octubre 23   | Nashville     | United States | Ryman Auditorium             | Jake Wesley Rogers |
| Octubre 24   | Nashville     | United States | Ryman Auditorium             | Jake Wesley Rogers |
| Octubre 26   | Newport       | United States | MegaCorp Pavilion            | Jake Wesley Rogers |
| Octubre 28   | Ledyard       | United States | Foxwoods Resort Casino       | Jake Wesley Rogers |
| Octubre 29   | Washington    | United States | The Anthem                   | Jake Wesley Rogers |
| Octubre 31   | Philadelphia  | United States | The Met                      | Jake Wesley Rogers |
| Noviembre 1  | Boston        | United States | MGM Music Hall               | Jake Wesley Rogers |
| Noviembre 3  | New York City | United States | Hammerstein Ballroom         | Jake Wesley Rogers |
| Noviembre 4  | New York City | United States | Hammerstein Ballroom         | Jake Wesley Rogers |
| Noviembre 6  | Toronto       | Canada        | History                      | Jake Wesley Rogers |
| Noviembre 7  | Detroit       | United States | Masonic Temple               | Jake Wesley Rogers |
| Noviembre 9  | Chicago       | United States | Aragon Ballroom              | Jake Wesley Rogers |
| Noviembre 11 | Milwaukee     | United States | The Rave/Eagles Club         | Jake Wesley Rogers |
| Noviembre 12 | Prior Lake    | United States | Mystic Showroom              | Jake Wesley Rogers |
| Noviembre 14 | Denver        | United States | Mission Ballroom             | Jake Wesley Rogers |
| Noviembre 17 | Oakland       | United States | Fox Theatre                  | Jake Wesley Rogers |
| Noviembre 18 | Los Angeles   | United States | Hollywood Palladium          | Jake Wesley Rogers |
| Noviembre 20 | Anaheim       | United States | House of Blues Anaheim       | Jake Wesley Rogers |
| Noviembre 24 | Las Vegas     | United States | Pearl Concert Theater        | Flyana Boss        |
| Noviembre 25 | Reno          | United States | Grand Sierra Resort & Casino | Flyana Boss        |
| Noviembre 26 | Wheatland     | United States | Hard Rock Live Sacramento    | Flyana Boss        |